# 서북부 지방 (베트남)

서북부 지방의 위치

서북부 지방(西北部, 베트남어: Tây Bắc 떠이박[*])은 베트남의 하위 행정 단위로 북부 베트남 중 산악 지역에 위치한 북서쪽의 성을 일컫는다. 최북단에서 라이쩌우 성은 중국과 국경을 접하며, 나머지 주로 라오스와 국경을 접한다.

## 서북부 지방
| 성         | 베트남어  | 성도       | 인구 (2019) | 면적 (km2)   |
| ---------- | --------- | ---------- | ----------- | ------------ |
| 디엔비엔성 | Điện Biên | 디엔비엔푸 | 567,000     | 9,562.5 km2  |
| 호아빈성   | Hòa Bình  | 호아빈시   | 976,699     | 4,684.2 km2  |
| 라이쩌우성 | Lai Châu  | 라이쩌우   | 470,510     | 9,112.3 km2  |
| 선라성     | Sơn La    | 선라       | 1,195,107   | 14,174.4 km2 |
| 라오까이성 | Lào Cai   | 라오까이   | 701,706     | 6,357 km2    |
| 옌바이성   | Yên Bái   | 옌바이     | 809,248     | 6,882.9 km2  |

## 같이 보기
- 베트남의 행정 구역
- 베트남 북부 지방